# Young Hopeful Geyser
De Young Hopeful Geyser is een geiser in het Lower Geyser Basin dat onderdeel uitmaakt van het Nationaal Park Yellowstone in de Verenigde Staten. De geiser maakt deel uit van de Black Warrior Group, waar onder andere Artesia Geyser deel van uitmaakt. De Yount Hopeful Geyser is een verzameling van kraters waar vaak constant erupties uit komen. De grootste erupties gaan tot 1,8 meter hoogte.